# まるや八丁味噌
株式会社まるや八丁味噌󠄀（まるやはっちょうみそ）は、愛知県岡崎市八丁町に本社を置く八丁味噌メーカー。

## 概要
大田家の口伝によれば創業は1337年（延元2年）といわれる。江戸期より三河国八丁村（現在の愛知県岡崎市八丁町、八帖町）では早川久右衛門家と大田弥治右衛門家が味噌醸造を生業としてきた。「まるや八丁味噌」はそのうちの一つ。安政2年（1855年）に大樹寺の本堂、大方丈などが焼失した際、再建のため江戸から派遣された見分役は「味噌は八丁味噌とて名物也。百文は三百三十匁又三百五十匁自位也。八丁村に問屋二軒あり」と手記にしたためた。

## 歴史

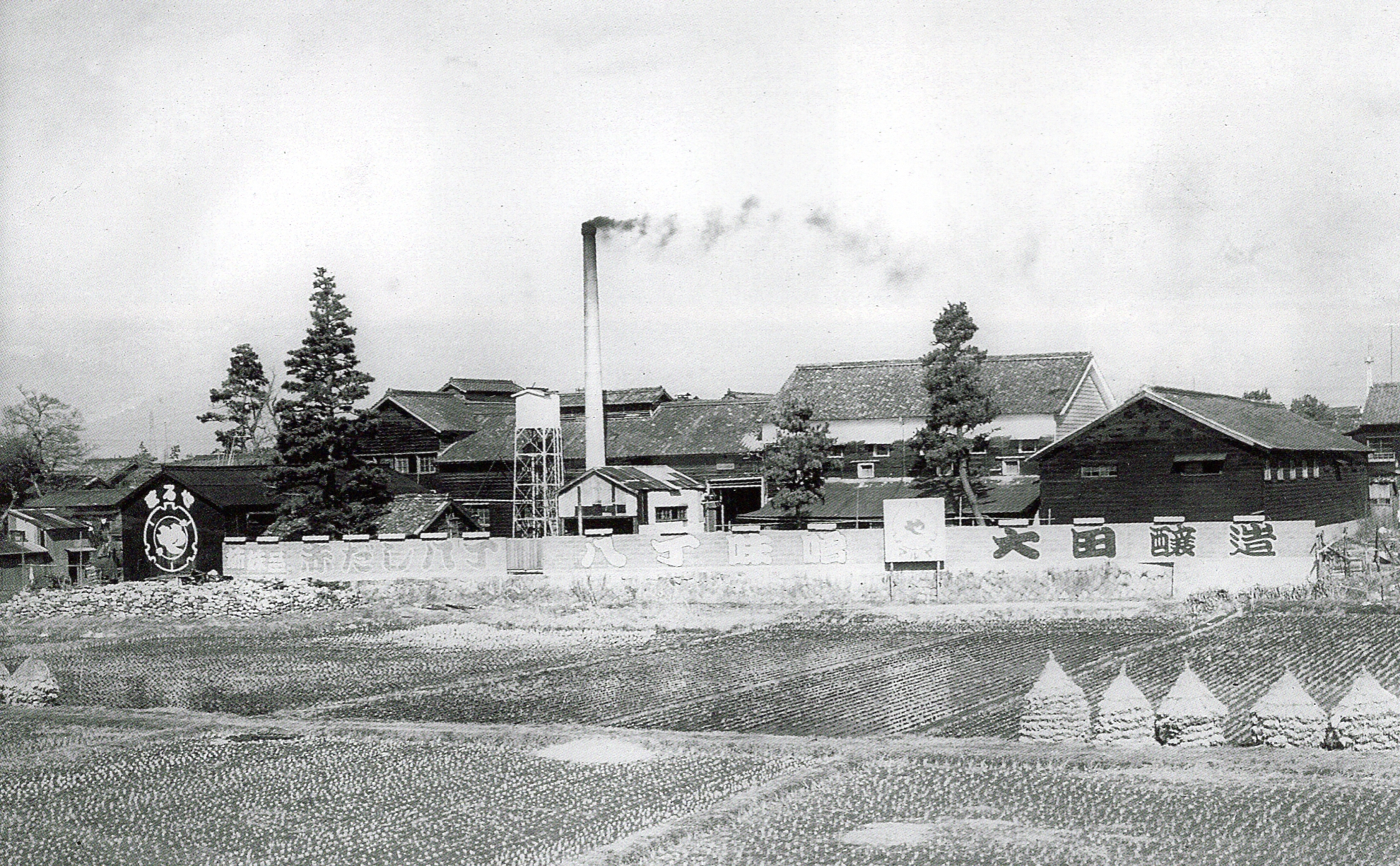
昭和初期のまるや八丁味噌󠄀

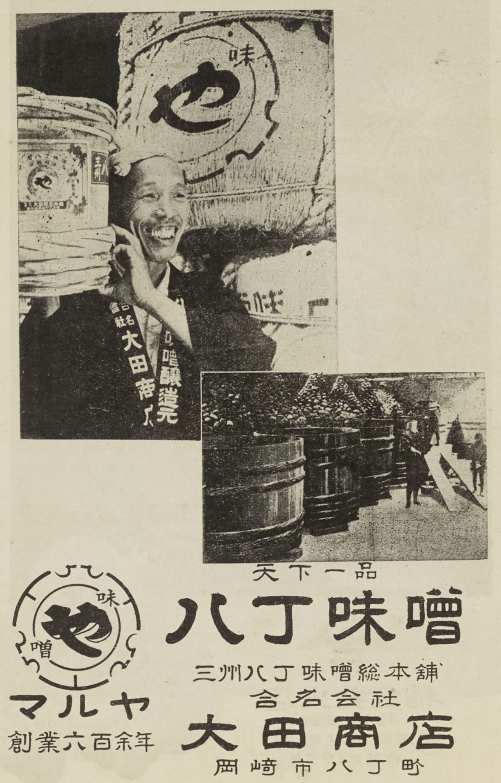
1950年代の広告

- 1337年（延元2年） - 大田彌治右衛門が、現在の岡崎市八帖町で味噌醸造業を始めた。
- 1873年（明治6年） - 現在の事務所を建築[4]。
- 1931年（昭和6年） - 合名会社大田商店を設立。
- 1956年（昭和31年） - 八丁味噌に米こうじみそをあわせた調合味噌（現在の「ゴールド赤だし」）を発売[5]。
- 1987年（昭和62年） - アメリカ有機食品認定機関OCIAの認証取得。
- 1990年（平成2年） - 合名会社まるや八丁味噌󠄀に会社名変更。
- 1996年（平成8年） - 株式会社まるや八丁味噌󠄀に組織変更。
- 2004年（平成16年） - 代表取締役に浅井信太郎が就任（第21代目）[6][7]。
- 2005年（平成17年） - 5月、カクキューとともに八丁味噌󠄀協同組合を設立[8]。
- 2008年（平成20年） - 味噌蔵が近代化産業遺産に認定される[5]。
- 2009年（平成21年） - 愛知県味噌溜醬油工業協同組合から離脱[9]。
- 2014年（平成26年） - 本社事務所が市の景観重要建造物に指定された[10][4]。
- 2020年（令和2年） - 土蔵が市の景観重要建造物に指定された[11]。
- 2022年（令和4年） - 12月26日、八帖町から八丁町が分離[12]。これに伴い本店住所が「八帖町字往還通52番地」から「八丁町52番地」に変更された[13]。

## 主な商品
- 有機八丁味噌
- 三河三大豆の八丁味噌
- 無添加八丁味噌
- ゴールド赤だし
- 三葉葵赤だし
- まるやのみそだれ
- 八丁味噌みそ煮込みうどん

## 備考
- NHK連続テレビ小説『純情きらり』（2006年（平成18年））では、カクキューとともに撮影現場として、使用された。

- 豊臣秀吉が泥棒に入った時の逸話がある井戸がある[4]。

- 木桶は約200[14]。2010年（平成22年）から大阪府堺市西区の「藤井製桶所」に桶の製作を依頼している[15]。

- 2017年（平成29年）12月15日、農林水産省は、県内39社（当時）の業者から成る「愛知県味噌溜醤油工業協同組合」を八丁味噌の生産者団体として地理的表示（GI）に登録[16]。非組合員のまるや八丁味噌、カクキューの2社は登録から除外された[9]。2021年（令和3年）9月17日、まるや八丁味噌は、県組合が国から受けたGI登録の取り消しを求め、東京地裁に提訴した。カクキューは裁判には加わらなかった[17][18]。2022年（令和4年）6月28日、東京地裁（中島基至裁判長）は、まるや八丁味噌の訴えを却下した[19][20][21]。2023年（令和5年）3月8日、知的財産高等裁判所も一審判決を支持し、控訴を棄却した[22]。2024年（令和6年）3月6日、最高裁は上告をしりぞける決定をした。 敗訴確定に伴い、2026年2月以降、まるや八丁味噌は自社製品に「八丁味噌」の名称が自由に使えなくなる[23]。

## ギャラリー
- 石積みされた味噌樽
- 合名会社大田商店時代の看板
- 工場見学
- 木桶と重石
- 工場内
- 本社事務所
- 土蔵
- 「有機八丁味噌」
- 主力商品の一つ「ゴールド赤だし」

## 周辺の道路
- 八丁蔵通り
- 八帖往還通り
- きらり通り
- 松葉通り